# Поддержка (общественные собрания)
В некоторых общественных собраниях для принятия к рассмотрению вопроса, предложенного одним из участников, предлагаемый вопрос обязательно должен быть поддержан хотя бы еще одним участником собрания. Выражение поддержки не обязательно свидетельствует о согласии поддерживающего с поставленным вопросом.

## Цель и процедура
Требование обязательной поддержки вопроса предотвращает потерю времени на рассмотрение вопросов, интересующих только одного участника. Для председателя поддержка поставленного вопроса означает, что вопрос следует вынести на рассмотрение собрания.
Как правило, для выражения поддержки не требуется предоставления слова. Поддерживающий может просто сказать «я поддерживаю предложение» или просто «поддерживаю». В небольшом собрании это может быть произнесено с места, но если в собрании принимает участие много людей, поддерживающий должен встать.

### Если вопрос не поддержан
После постановки вопроса, если вопрос требует поддержки по регламенту, но не был поддержан сразу председатель спрашивает «Кто поддерживает постановку вопроса?» Если вопрос не поддержан в течение нескольких секунд после этого, собрание продолжает работу, как если бы постановки вопроса не было (хотя постановка вопроса отражается в протоколе). Вопрос, снятый из-за отсутствия поддержки, может быть предложен вновь позже, в любое время.
Если вопрос требует поддержки и не получает её, но всё же обсуждается собранием и ставится на голосование, возражения против рассмотрения по причине отсутствия поддержки уже не принимаются. Такой порядок основан на здравом смысле: цель поддержки состоит в том, чтобы продемонстрировать общественный интерес к вопросу, а в случае обсуждения он заведомо есть.

### Вопросы, не требующие поддержки
- все вопросы, рассматриваемые небольшим собранием или комитетом
- вопросы, которые ставит руководитель собрания или комитета
- любой вопрос, по которому уже фактически началось обсуждение
- некоторые процедурные вопросы

### Отзыв поддержки
Поддержку можно отзывать, если формулировка вопроса была изменена сразу после получения поддержки, до принятия к обсуждению. Некоторые процедурные сборники разрешают поддерживающему отозвать поддержку после того, как председатель огласил вопрос, но до голосования о принятии вопроса к рассмотрению.